# La Goulue

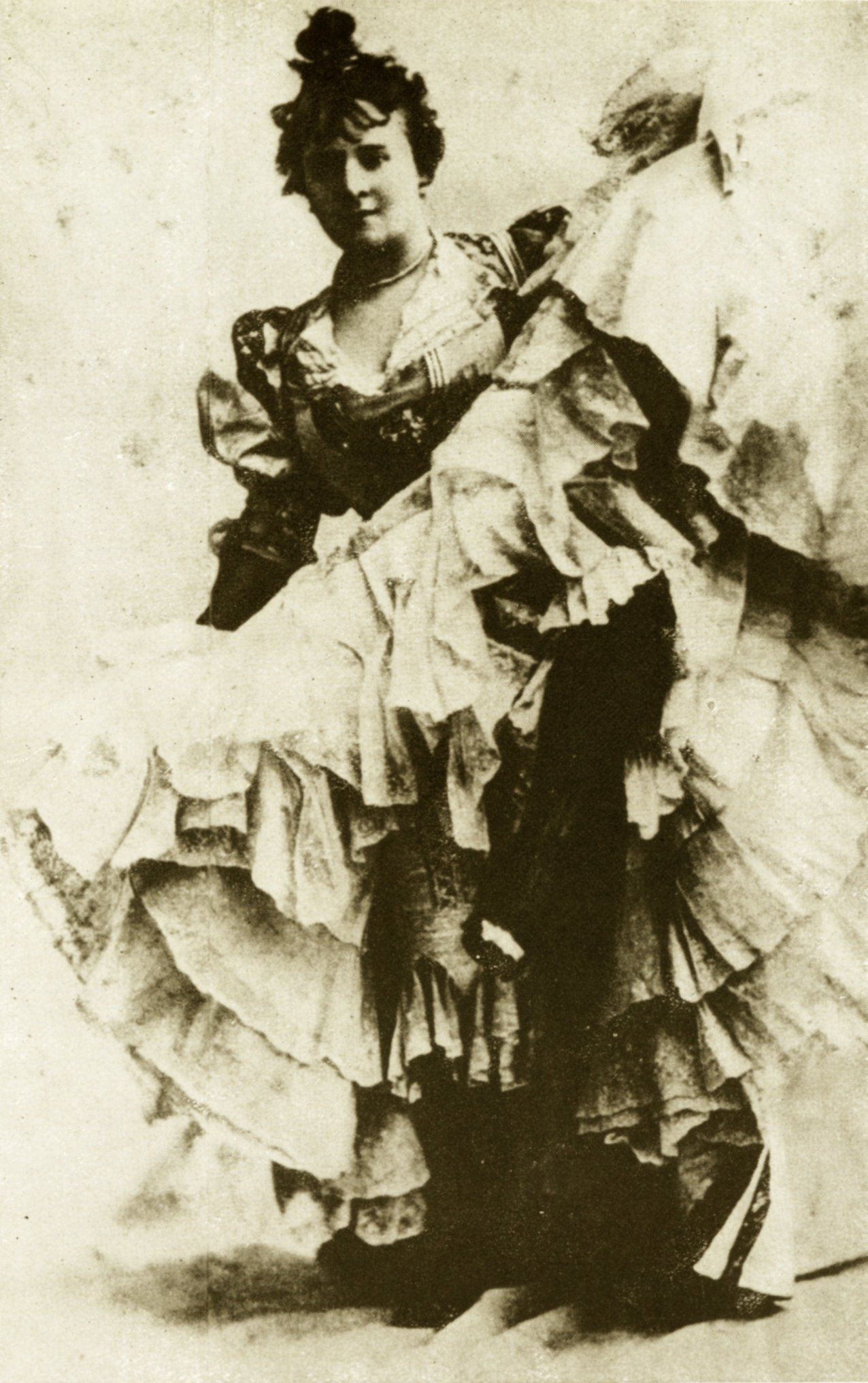
La Goulue actuando en un cabaret a finales del.

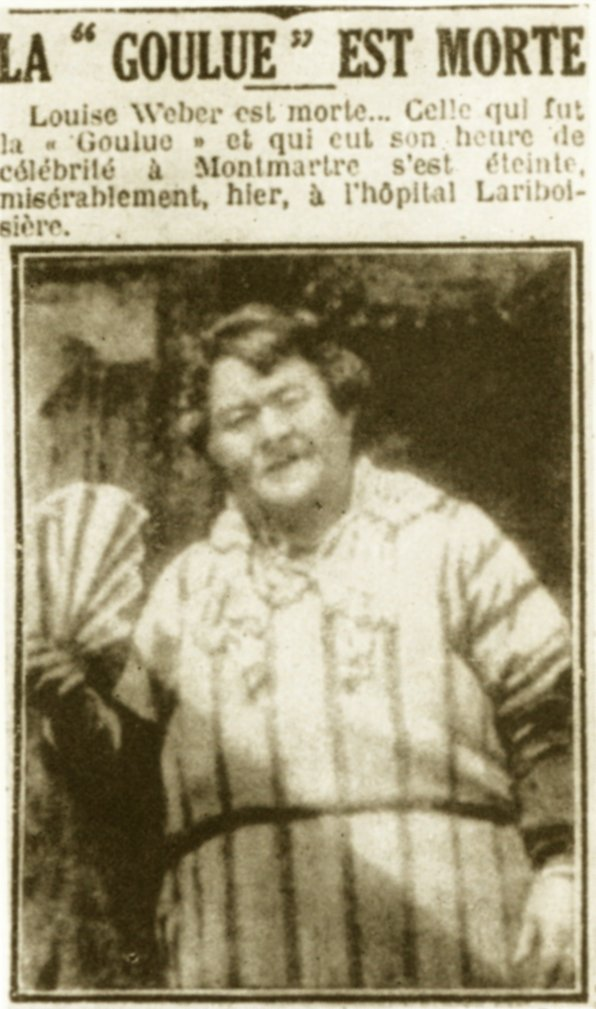
Noticia en un periódico de 1929 que anuncia su fallecimiento.

La Goulue (Clichy, 13 de julio de 1866-París, 30 de enero de 1929), nacida como Louise Weber, fue una bailarina del cancán parisino, inmortalizada por Henri de Toulouse-Lautrec, apodada La Goulue (la golosa), y conocida en la belle époque como la Reina de Montmartre.

## Biografía

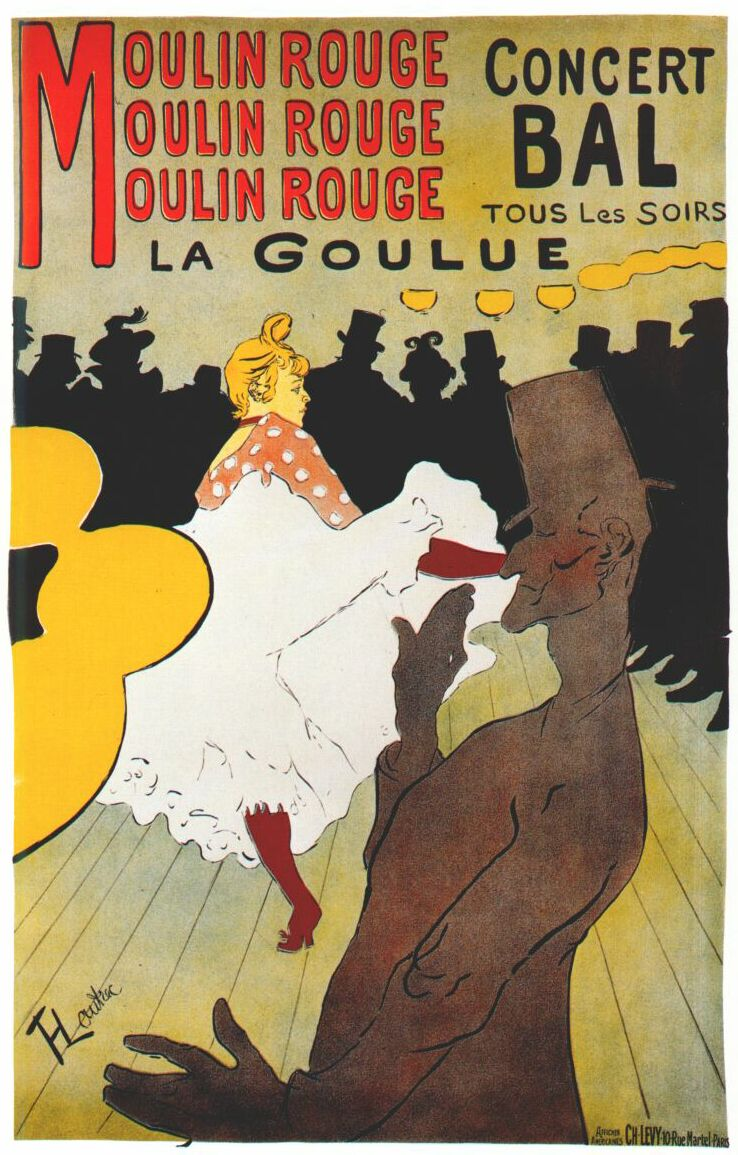
Cartel de Toulouse-Lautrec de 1891.

Se cree que nació en Alsacia en una familia judía. La familia se estableció en Clichy, cerca de París, donde su madre trabajaba en una lavandería. 
Se cuenta que la niña danzaba con las ropas de la lavandería pretendiendo ser una estrella de la escena. A los dieciséis años, ya bailaba en cabarés con ropas que tomaba "prestadas" en la lavandería.
Se hizo famosa rápidamente por su desparpajo, extroversión y arriesgada costumbre de vaciar de un trago las copas de los clientes, y por eso la llamaron "La golosa".
El pintor Pierre-Auguste Renoir la introdujo al ambiente de Montmartre y al grupo de la Louee (modelos de artistas), donde el fotógrafo Achille Delmaet la retrató desnuda.
Protegida del comerciante de vinos y bailarín aficionado Jacques Renaudin (Valentin sin huesos, 1843–1907), bailaban en el Moulin Rouge el "chalut", la primera versión del can-can, convirtiéndose en una estrella. Joseph Oller la incorporó a la gran cuadrilla del cabaret y allí ella bailaba sobre las mesas del lugar.

En 1895, rica y famosa, decidió alejarse del Moulin Rouge y montar su propio espectáculo. El cabaret la reemplazó con Jane Avril.

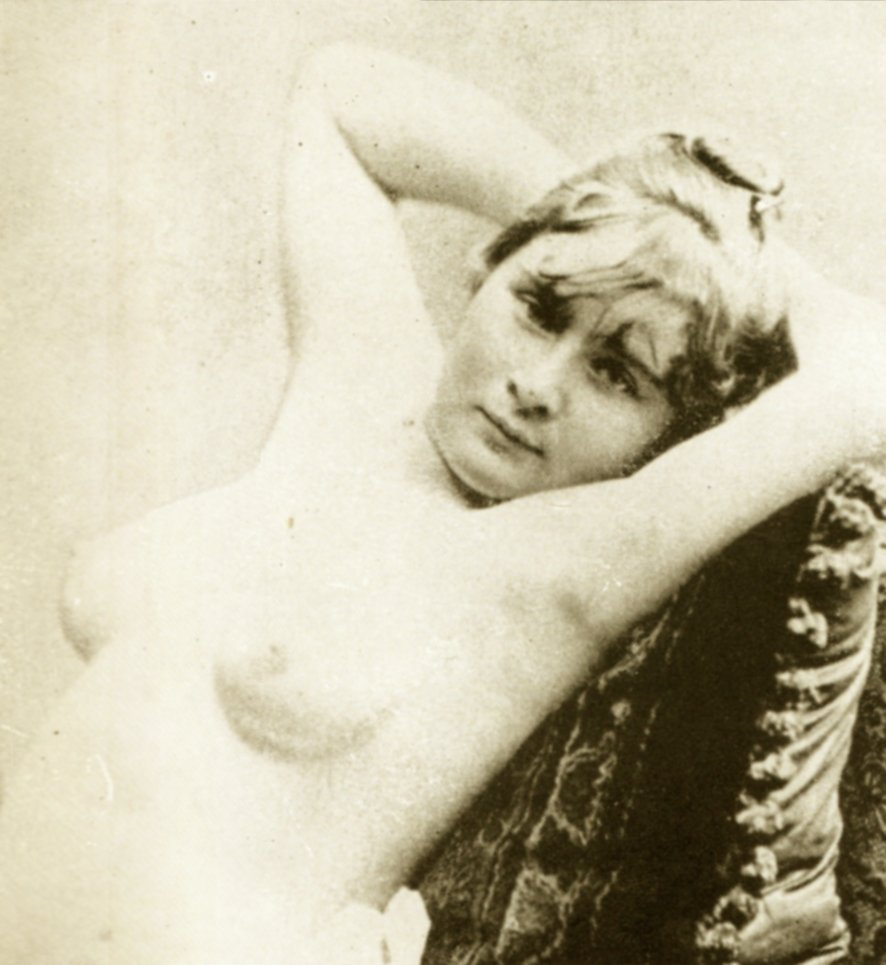
La Goulue en 1885.

La empresa fue un tremendo fracaso y ella desapareció de la vida pública sumiéndose en la depresión y alcoholismo. En 1925 la hallaron canosa y desdentada cerca de París, viviendo en la miseria.
Regresó a Montmartre en 1928 como vendedora de cigarrillos y cacahuetes en una esquina cercana del Moulin Rouge. 
Murió en 1929. En su lecho de muerte preguntó al sacerdote: Padre, ¿Dios me perdonará? Soy "La glotona".